# 近鉄1220系電車
1220系電車（1220けいでんしゃ）とは、近畿日本鉄道（近鉄）が1987年に導入した一般車両（通勤形電車）である。近鉄で初めてVVVFインバータ制御を量産採用した形式の1つで、日立製作所製の制御装置を搭載した2両編成として大阪線に投入された。
本稿では同じく制御装置が日立製で標準軌線共通仕様の1230系、4両・6両編成仕様の1020系およびそれらの派生系列についても記述する。

## 概要
1984年に登場した1420系は近鉄では初採用のGTOサイリスタ素子を搭載したVVVFインバータ制御の試作形式として投入され、大阪線にて長期的な試験運用が行われたが、この結果を基に標準軌線用の量産型として1987年3月に登場した2両編成のVVVFインバータ制御車が1220系である。制御装置は日立製作所製で、その標準軌線共通仕様の1230系・1020系に続いている。
最大車体幅は2,800mmで、裾を絞ったアルミニウム合金車体を採用。制御装置のメーカーを除く仕様は1422系と同一である。3編成が製造されたが、増備車は後述する標準軌全線共通仕様の1230系に移行した。電算記号はVC。
今後、名古屋線系統に所属する編成は近鉄標準カラーの赤色から伊勢志摩カラーの赤色に塗り替える予定であり、本編成も対象となっている。

## 構造

### 車体
1400系・8810系で確立された車体デザインを概ね踏襲し、車体構造では同時に登場した1422系と同様に、最大車体幅2,800mmの大型車体を採用して、1420系以前の従来車の鋼製から裾を絞ったアルミニウム合金車体に仕様変更されている。安定した大型アルミ押出材の供給が可能となり、構体の組立工数の削減が可能になったためであり、特急車と急行車の5200系を除き、その後の車両にもこのアルミ車体は採用され、近鉄のVVVFインバータ制御車の標準仕様となっている。
車内インテリア面では内装材は1420系と同様にサンドウェーブ柄の化粧板に、マルーン調の床材を引き続き採用しているが、ロングシートの仕様は本形式の前年に製造された3200系や6400系と同様のひじ掛けが化粧板仕上げとなった新しいものに変更されており、これらの車内デザインは2000年に登場するシリーズ21まで近鉄一般車の標準仕様となった。

### 主要機器・性能
本系列では日立製作所製のGTO素子によるVVVFインバータ装置を搭載する。主電動機は三菱電機製のMB-5023-A型で、モーター出力165kW。歯車比は6.31（16:101）に設定されている。
台車は両抱き踏面ブレーキ式シュリーレン台車である近畿車輛製KD-95系を装着する。性能面では、起動加速度2.6km/h/s、減速度4.0km/h/s、最高速度110km/hを確保している。

## 改造
近鉄各路線のGTO-VVVFインバータ制御車と同様に、以下の改造が施工されている。
- 車体連結部の転落防止幌設置
- ク1320形運転室側の車椅子スペースおよび手すり整備
- 簡易内装更新
  - 車内床材および座席モケット交換
- 車体側面のVVVFマーク撤去

また、2023年8月頃からは以下の改造も順次施工されている。
- 前面の転落防止幌設置
- 内装更新
- 防犯カメラ設置
- 行先表示のLED化

## 運用
2019年4月現在、全車が大阪線高安検車区に所属する。なお、1998年時点では名古屋線の所属であり、名古屋線や山田線を中心に運用されていた。
|        | ← 大阪上本町駅・近鉄名古屋駅宇治山田駅・鳥羽駅 → |             |             |             |
| 系列   | 編成名                                           | 電算名      | ク1320 (Tc) | モ1220 (Mc) |
| 1220系 | 1221F - 1223F                                    | VC21 - VC23 | 1321 - 1323 | 1221 - 1223 |

## 1230系・1020系

### 1230系
1989年7月に登場した、標準軌全線共通仕様のVVVFインバータ、アルミ車体の2両編成の車両である。1220系をベースに、大阪・名古屋線と奈良・京都線の間の車両転配を円滑に行えるように車体設計・機器類の配置を可能な限り共通化した標準軌全線共通仕様に設計変更されている。
電算記号は奈良線・京都線所属車ではVE、大阪線・名古屋線所属車ではVCとされた。新造されたのは1276Fまでで、1277Fは後述するように1026系1030Fが編成替えに伴い、先頭車のみが改造・改番の上編入されたものである。
1230系列では台車は、21000系にならってホイールベース（台車軸距）を、従来車の 2150 mm から 2100 mm に変更した新設計の空気バネ台車KD-96形、後期型ではボルスタレス台車のKD-306形を採用している。主電動機は中期型まではMB-5035-A型、後期型ではMB-5035-B型を、歯車比を1220系の6.31から5.73に変更し、以上の機器構成はシリーズ21登場前まで標準軌VVVF一般車両に採用されている。
1231F、1232Fの2編成は1220系、1224F、1225Fとして製作されている途中での仕様変更に対し、1233F以降は仮称1230系として設計当時からの仕様変更のため、純粋な派生系列ではあるが、1233F以降の車両を1233系と呼ぶことが多い。これに関連して、1224F、1225F製作時の当初の計画では、奈良線に投入する最初の新造車5編成の車両形式を仮称1230系 1231F - 1235Fと予定していたが、1220系、1230系関連の計画変更で1233系 1233F - 1237Fとなっている。
1230系、1233系以外にも1240系、1249系、1252系、1253系、1254系、1259系と細かく分類されることがあり、1255F以降の車両は1252系および1253系として製造されており、新造当時でも1252F - 1277Fは結果的に3形式が入り乱れていた。
|        | ← 大阪上本町駅・近鉄名古屋駅宇治山田駅・鳥羽駅 → |                              |                              |                              |
| 系列   | 編成名                                           | 電算名                       | ク1330 (Tc)                  | モ1230 (Mc)                  |
| 1230系 | 1231F - 1232F                                    | VC31 - VC32                  | 1331 - 1332                  | 1231 - 1232                  |
| 1233系 | 1242F・1243F 1247F・1248F                        | VC42・VC43 VC47・VC48        | 1342・1343 1347・1348        | 1242・1243 1247・1248        |
| 1240系 | 1240F                                            | VC40                         | 1340                         | 1240                         |
| 1253系 | 1253F・1255F - 1257F 1260F・1261F                | VC53・VC55 - VC57 VC60・VC61 | 1353・1355 - 1357 1360・1361 | 1253・1255 - 1257 1260・1261 |
| 1254系 | 1254F                                            | VC54                         | 1354                         | 1254                         |
| 1259系 | 1259F・1265F - 1269F                             | VC59・VC65 - VC69            | 1359・1365 - 1369            | 1259・1265 - 1269            |

|        | ← 神戸三宮駅・大阪難波駅・京都駅近鉄奈良駅・天理駅・橿原神宮前駅 → |                                    |                                    |                                    |
| 系列   | 編成名                                                             | 電算名                             | モ1230 (Mc)                        | ク1230 (Tc)                        |
| 1233系 | 1233F - 1239F ・1241F 1244F - 1246F                                | VE33 - VE39 ・VE41 VE44 - VE46     | 1233 - 1239 ・1241 1244 - 1246     | 1333 - 1339 ・1341 1344 - 1346     |
| 1249系 | 1249F - 1251F                                                      | VE49 - VE51                        | 1249 - 1251                        | 1349 - 1351                        |
| 1252系 | 1252F・1258F 1262F - 1264F 1270F - 1277F                           | VE52・VE58 VE62 - VE64 VE70 - VE77 | 1252・1258 1262 - 1264 1270 - 1277 | 1352・1358 1362 - 1364 1370 - 1377 |

#### 1233系
- 1233系（1989年7月に登場、1233F - 1239F・1241F - 1248F）
  - 当初から共通仕様の下に設計した車体（新アルミ材を採用）に[9][7][3]、新仕様台車をさらに改良したKD-96B形(M)、KD-96C形(T)となり[3]、運転台後方に車いすスペースを整備。

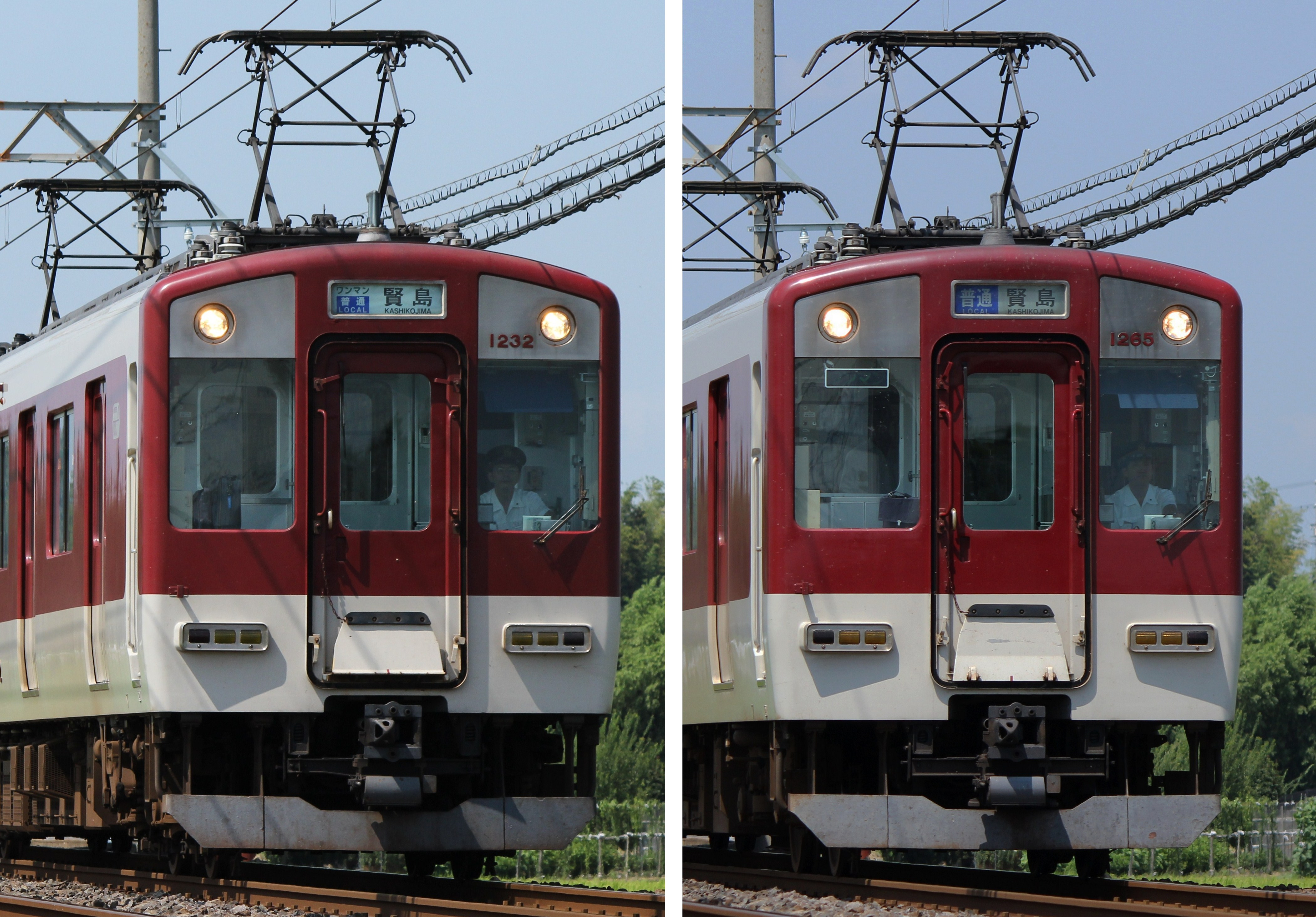
増備にともない車体が下方に延長され面長の表情となった
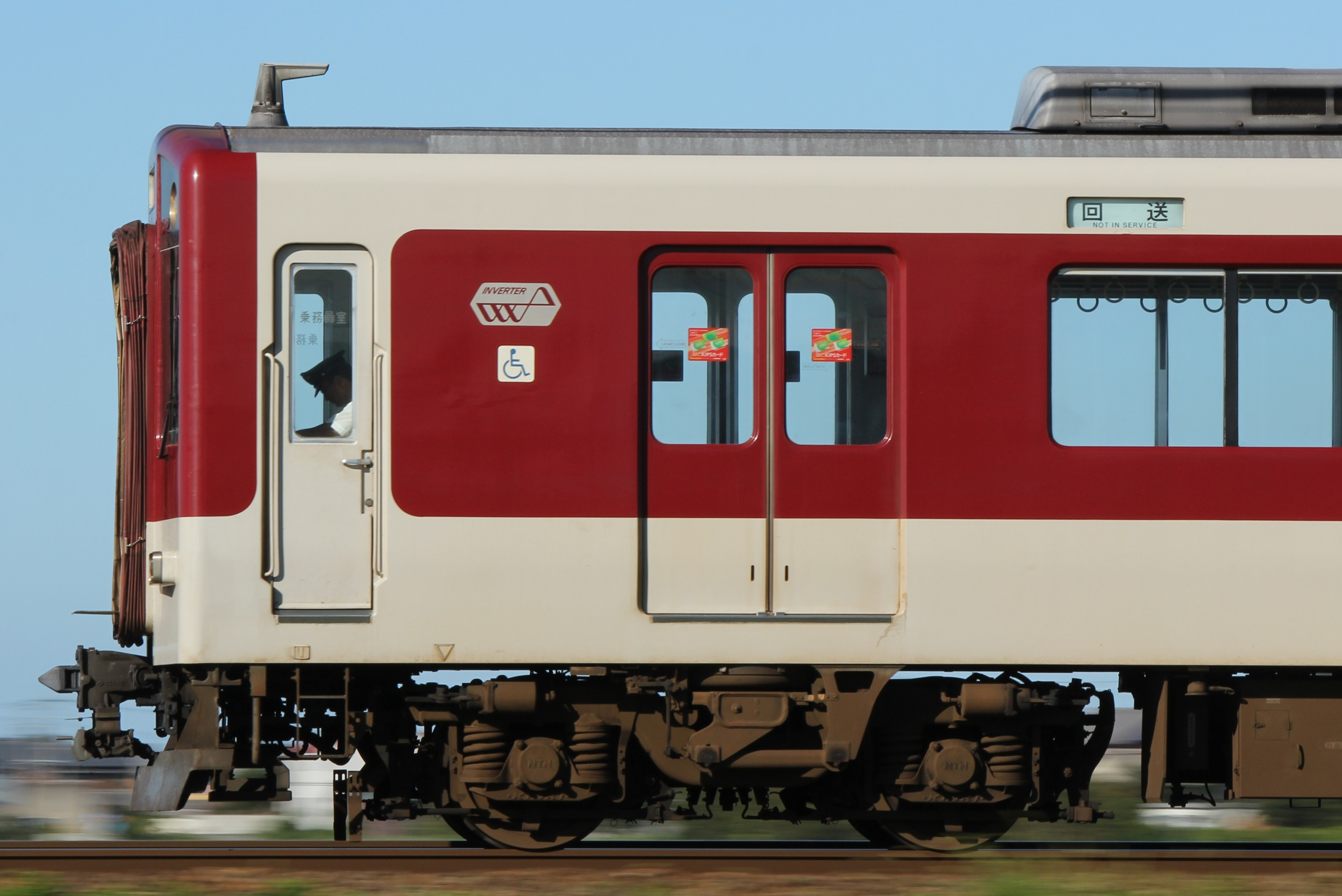
シュリーレン台車KD-96

#### 1249系
- 1249系（1992年2月登場、1249F - 1251F）
  - 補助電源装置がSIV（静止形インバータ）のBS-483Q形(70kVA)を装備[9][7][3]

#### 1252系
- 1252系（1993年3月登場、1252F・1258F・1262F - 1264F・1270F - 1277F）
  - 踏面清掃装置が省略され、1軸1ディスクのディスクブレーキをTc車に採用したボルスタレス台車のKD-306型を装着[9][7][3]

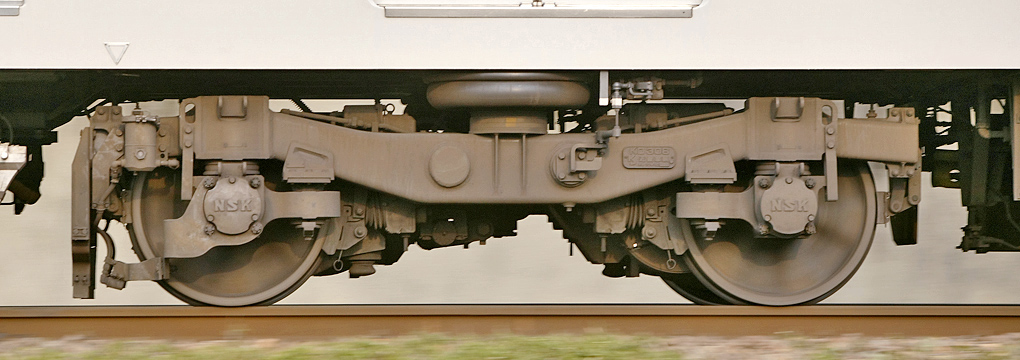
アルミナ付KD306形台車 （モ1276）

#### 1253系
- 1253系（1993年3月登場、1253F・1255F - 1257F・1260F・1261F）
  - 踏面清掃装置を搭載し、1軸2ディスクのディスクブレーキをTc車に採用したボルスタレス台車のKD-306型を装着[10][11][3][* 2]

#### 1254系
- 1254系（1993年3月登場、1254Fのみ）
  - 滑走検知装置を取り付け、Tc台車のディスクブレーキ仕様を変更[* 2][10][11][3]

#### 1240系・1259系
- 1240系（2001年4月登場、1240Fのみ）
- 1259系（2003年登場、1259F・1265F - 1269F）
  - 両形式共に名古屋線ワンマン運転対応改造で誕生 (後述) [4]

### 1020系
1991年11月に登場した、日立製GTO素子インバータ装置を採用する1230系列の4・6両編成仕様である。電算記号は4両編成ではVL、6両編成ではVHである。
1993年登場の1026Fからは1026系に区分されている。1035Fで生産を終了したが、後年1030Fの先頭の2両モ1030・ク1130がモ1277・ク1377に改番され、2両編成の1277Fとして1252系に編入された。
基本設計は1230系1233F以降の車両に準拠するが、モ1096形のパンタは2基搭載されているのに対し、モ1020形、モ1026形、モ1070形、モ1076形のパンタは1基として編成内に母線を引き通した。これは集電装置間隔を30メートルに抑えるためであるが、それぞれもう1基追加出来る設計となっている。
2019年4月現在、在籍する全編成 (4両編成10本40両と6両編成4本24両) が西大寺検車区に配置されている。

#### 1026系

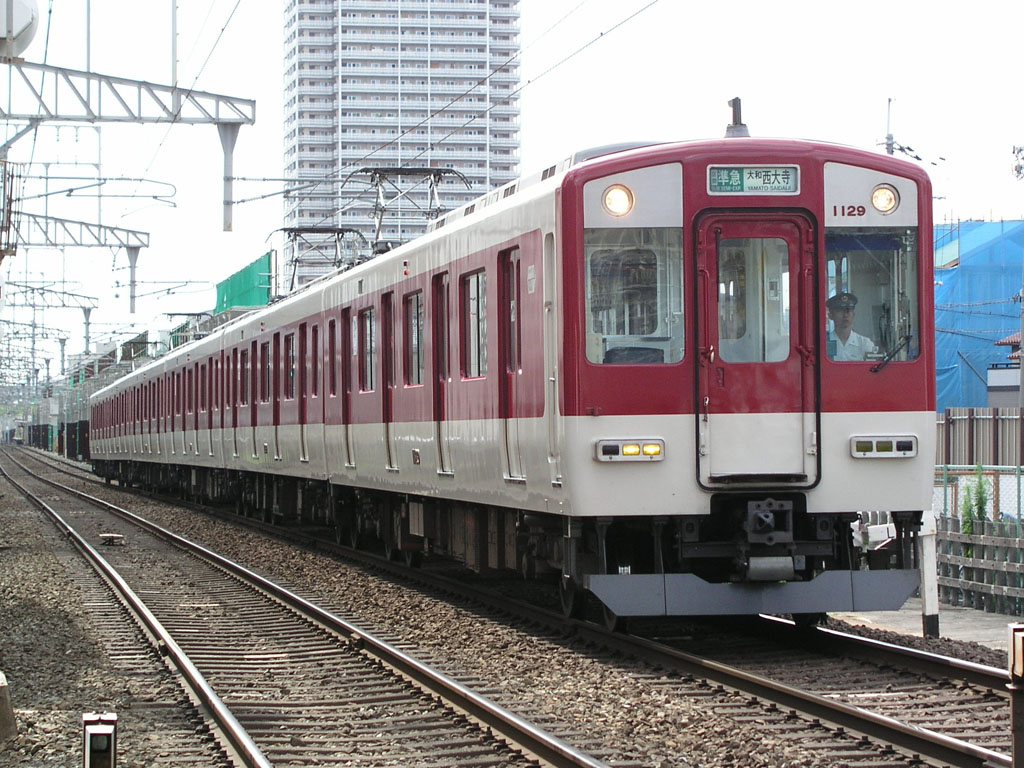
1026系
（2006年7月30日 河内花園駅）

1026F以降の編成は仕様変更を行い、1026系（1993年9月登場）と分類されている。
1026F以降の車両の変更点は、台車を空気ばね台車から、ボルスタレス台車に変更し、Tc・T車はディスクブレーキ（1軸1ディスク）を装備。補助電源装置もSIVを東芝製GTO素子のBS-484Q形 (70kVA) とし、編成内での補助電源引き通しを行うことにより故障の際のバックアップ機能を持たせてある点である。また、サ1196形とモ1096形の間には簡易運転台が設けられている。
1996年8月以降の増備車では乗務員室仕切り窓が小型化された。1998年の増備車では当初から連結側に転落防止幌を装備し、乗降扉上部の雨樋設置・床面のノンスリップ加工が施されている。
|        | ← 大阪難波駅・京都駅近鉄奈良駅・天理駅・橿原神宮前駅 → |                  |                  |                  |                  |             |             |                  |
| 系列   | 編成名                                                 | 電算記号         | モ1026 (Mc)      | サ1176 (T)       | モ1076 (M)       | サ1196 (T)  | モ1096 (M)  | ク1126 (Tc)      |
| 1026系 | 1026F 1030F - 1035F                                    | VL26 VL30 - VL35 | 1026 1030 - 1035 | 1176 1180 - 1185 | 1076 1080 - 1085 |             |             | 1126 1130 - 1135 |
| 1026系 | 1027F - 1029F                                          | VH27 - VH29      | 1027 - 1029      | 1177 - 1179      | 1077 - 1079      | 1197 - 1199 | 1097 - 1099 | 1127 - 1129      |

|        | ← 神戸三宮駅・大阪難波駅・京都駅近鉄奈良駅・天理駅・橿原神宮前駅 → |                  |             |             |             |             |             |             |
| 系列   | 編成名                                                             | 電算記号         | モ1026 (Mc) | サ1176 (T)  | モ1076 (M)  | サ1196 (T)  | モ1096 (M)  | ク1126 (Tc) |
| 1026系 | 1026F - 1029F 1035F                                                | VH26 - VH29 VL35 | 1026 - 1029 | 1176 - 1179 | 1076 - 1079 | 1196 - 1199 | 1096 - 1099 | 1126 - 1129 |
| 1026系 | 1026F - 1029F 1035F                                                | VH26 - VH29 VL35 | 1035        | 1185        | 1085        |             |             | 1135        |
| 1031系 | 1031F - 1034F                                                      | VL31 - VL34      | モ1031 (Mc) | サ1181 (T)  | モ1081 (M)  | ク1131 (Tc) |             |             |
| 1031系 | 1031F - 1034F                                                      | VL31 - VL34      | 1031 - 1034 | 1181 - 1184 | 1081 - 1084 | 1131 - 1134 |             |             |

#### 1021系・1031系
2004年の生駒線ワンマン化により登場した形式で、1020系からの改造車が1021系、1026系からの改造車が1031系に形式変更された。

### 改造・更新
近鉄各路線のGTO-VVVFインバータ制御車と同様に、以下の改造が順次施工されている。
- 車体連結部の転落防止幌設置
- バリアフリー対応改造 (2021年4月現在、1233F - 1239F・1241F - 1247F・1249F - 1259F・1261F - 1277Fに施工[15][16][17][18][19][20][21])
  - ドアチャイムおよびLED式（2016年度以前[18]）または液晶式（2018年度以降[19]）車内案内表示器の整備、ク1120形・ク1330形先頭連結部の連結部注意喚起スピーカー設置[3]
- 車体側面のVVVFマーク撤去[3]
- 簡易内装更新
  - 車内床材および座席モケット交換

#### パンタグラフのシングルアーム化
1998年から1999年にかけて、1033Fにシングルアームパンタグラフを搭載した走行試験が行なわれたが、現在は元の下枠交差形のパンタグラフに戻っている。その後、「シリーズ21」各系列や21020系以降の特急車両で採用された。2019年、次は1032Fに2024年、次は1238Fにシングルアームパンタグラフが搭載された。

#### 1026系の組成変更
2002年、1030Fの中間車サ1180・モ1080をそれぞれサ1196、モ1096に改番して1026Fに組み込まれた。この2両には他のサ1196形とモ1096形と異なり簡易運転台は付けられていない。

#### 1026系から1252系への編入
1252系1277Fは、1026系1030Fと1026Fの編成組み換えにより発生した先頭車2両を改造、改番して編入された編成であり、当初から1252系として製造されていない。また、1252系の車体高が4,030mmに対し、本編成は1026系が種車のため、4,032mmとなっており、わずかに1277Fの方が車体高が高い。

#### 名古屋線ワンマン運転対応改造

1240系1240Fのワンマン改造後に設置された運賃箱・運賃表示器（2012年）

名古屋線所属の1230系列のうち、2019年4月現在で1231F・1232F・1240F・1259F・1265F - 1269Fの9編成に運賃車内収受式ワンマン運転対応工事が施工されている。改造内容は乗務員室運転士側窓ガラスの茶色化と車外スピーカー取り付け、運賃表示器と運賃箱の設置、車内通報装置の移設である。初期に改造された1231F・1232F・1240Fでは乗務員室仕切り窓の小型化が行われた。2000系や1201系1201F - 1204Fとは異なり、車外スピーカーはクーラーキセに設置されている。
1233系1240Fと1253系1259F・1265F - 1269Fはワンマン改造によりそれぞれ1240系・1259系に系列変更しているが、1231Fや1232Fは元々2編成しか在籍しないため系列名変更は行われていない。1231F・1232Fは2000年11月に、1240Fは2001年4月に、1259Fは2003年に、1265F - 1269Fは2007年 - 2008年3月にかけて改造されている。ワンマン表示は方向幕による「ワンマン普通○○」の表示と電光式ワンマン表示器が混在している。
2015年1月現在、運賃表示器は液晶式に換装されている。

#### 生駒線ワンマン運転対応改造

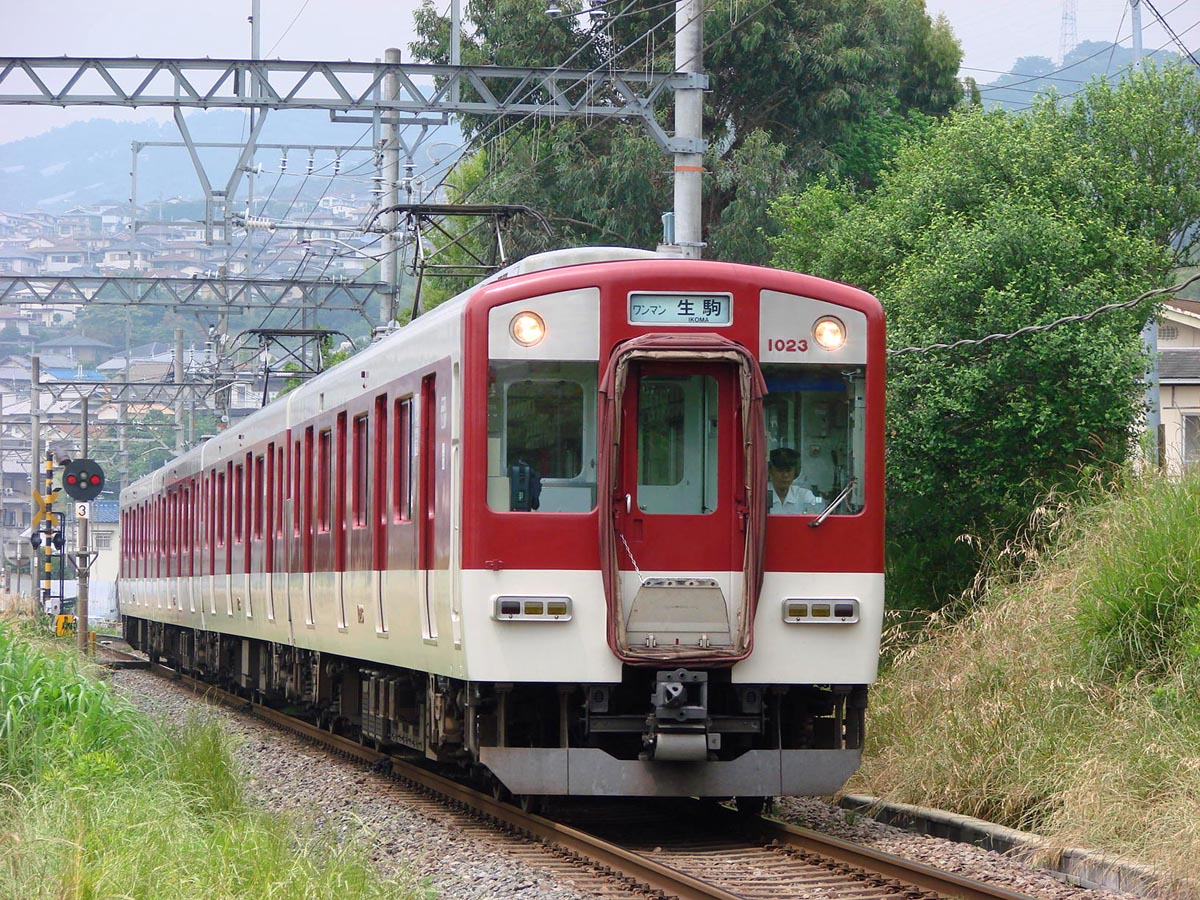
1021系の生駒線ワンマン列車（2009年）

2004年3月の生駒線ワンマン運転化に伴い、4両編成車は当時西大寺検車区所属であった1035Fを除き、ワンマン運転に対応した改造を施して1020系からの改造車は1021系に、1026系からの改造車は1031系に改番された。この改造により1020系は形式名としては消滅した。
改造内容はクーラーキセに車外スピーカーの取り付けと、1021F - 1025Fでは乗務員室仕切り窓の小型化が行われた。

#### 阪神線相互直通対応改造

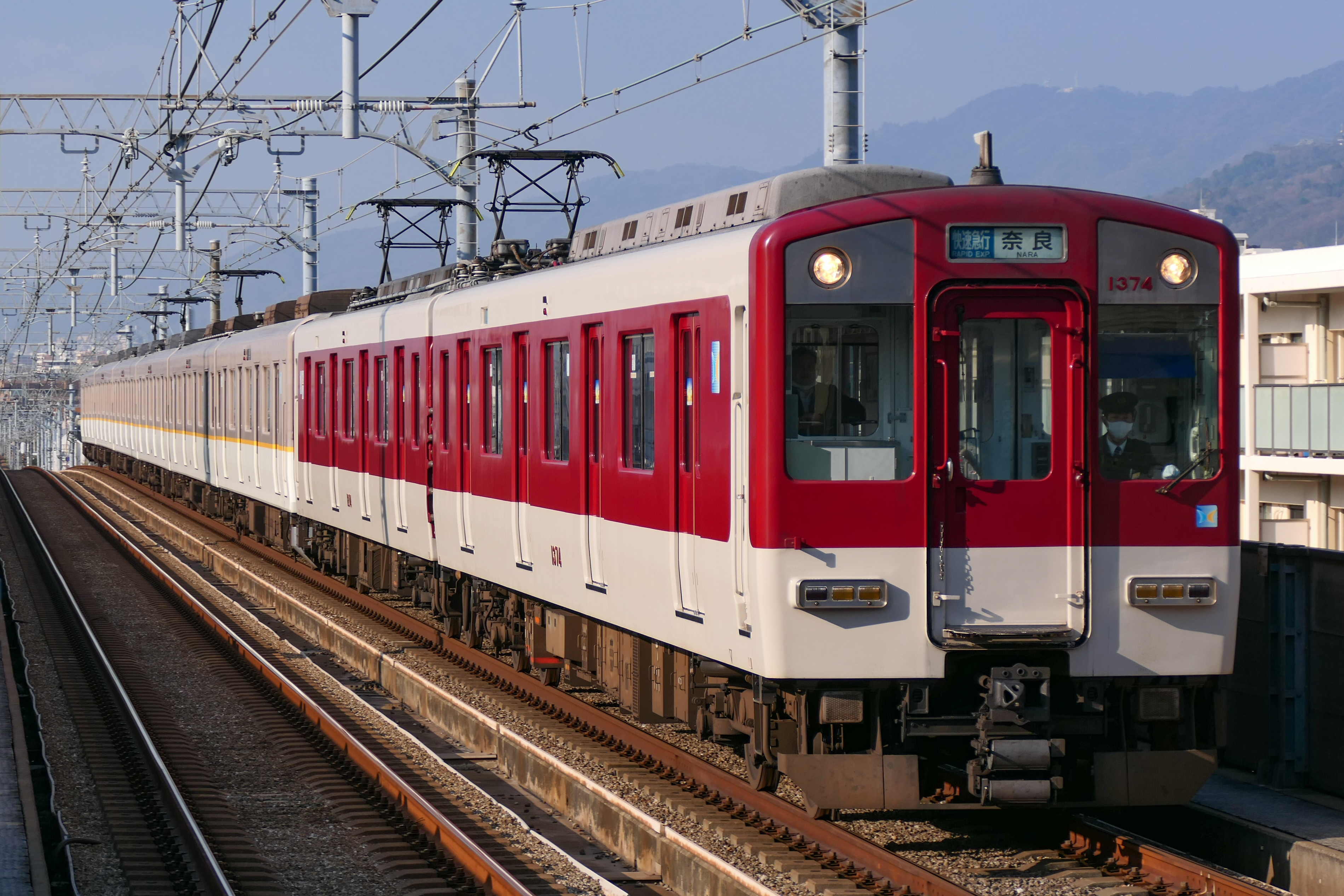
阪神線を走行する1252系の快速急行（2021年12月25日 香櫨園駅）

奈良線所属の1252系のうち、2019年4月現在で1271F - 1277Fの7本が阪神線相互直通対応となっている。改造内容は5800系に準拠している。また、2008年8月に1253系1273F・1275Fが阪神尼崎車庫に陸送され試運転と乗務訓練が行われた。相互直通対応編成は蝶々に類似したマークを前面運転台下窓と側面乗務員室扉横に貼り付けられている。2009年3月の乗り入れ開始時点では1271F - 1276Fのみ阪神線直通改造がされていたが、2012年3月のダイヤ変更で阪神線相互直通列車が増発されたことに伴って1277Fも追加で改造された。これら改造済み編成の系列名変更は行われていない。
1026系は2009年3月の阪神線との相互直通運転開始に合わせて1027F - 1029Fが相互直通対応に改造された。2012年3月のダイヤ変更で阪神線相互直通列車が増発されたことに伴って1026Fが追加で改造された。改造内容は5800系に準拠している。これら改造済み編成の系列名変更は行われていない。

#### A更新

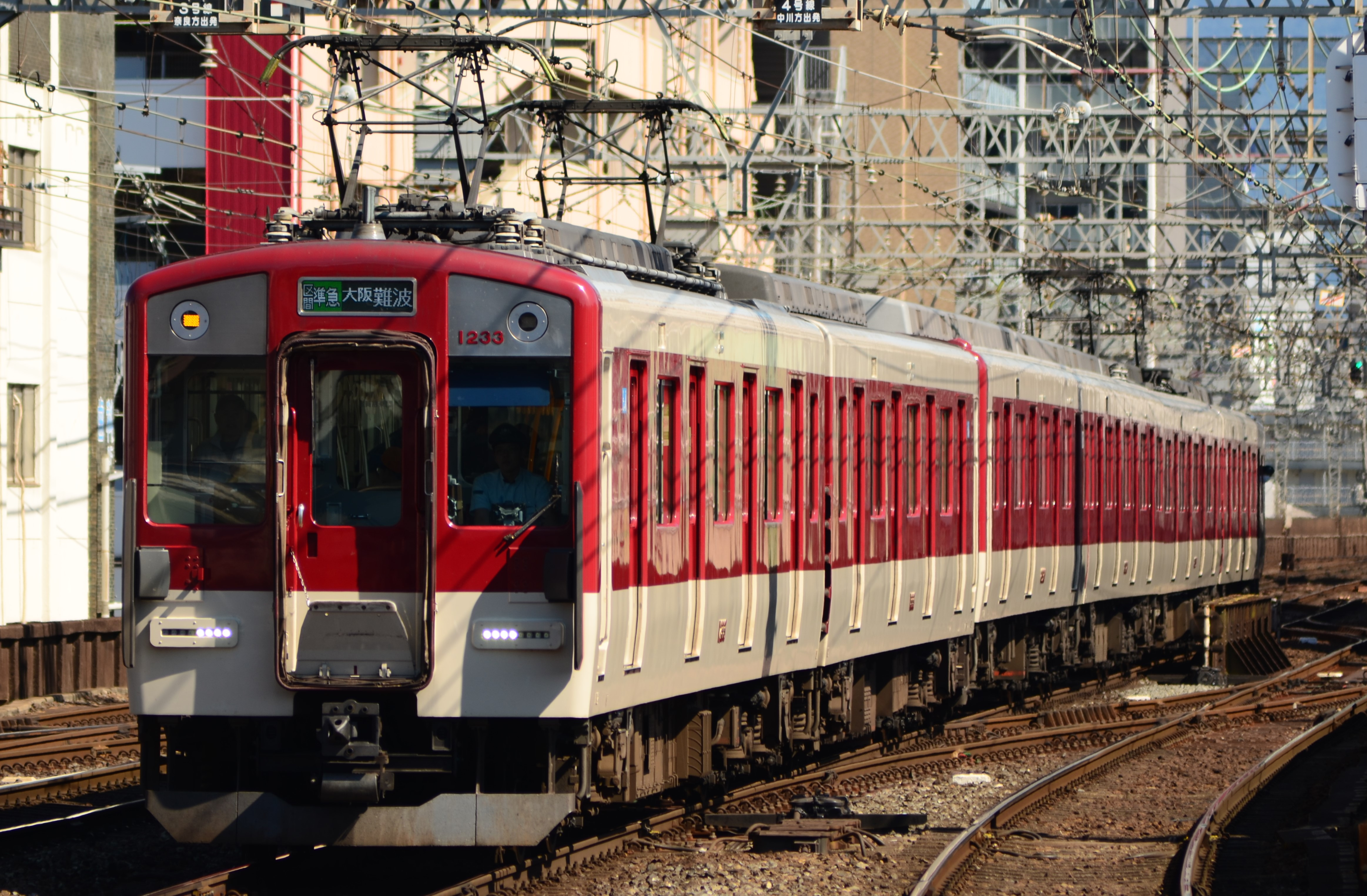
A更新が施工されたVE33編成

2024年1月頃からは以下の改造(A更新と呼称)も順次施工されている。
- 前面の転落防止幌設置
- 内装更新
- 防犯カメラ設置
- 行先表示のLED化

2024年度には1233系1237Fと1026系1035Fが既存の車両としては初めてA更新時に半自動ドアスイッチと車両側面両端部の小型防犯カメラを設置した。

#### その他の改造
2018年10月に1034Fが五位堂検修車庫に入場。その際、前照灯が試験的に発光ダイオード（LED）の物に交換され出場した。これは後に8810系8814、8816Fにも採用された。

### 運用
1998年4月時点では高安検車区に1253F・1254Fが、明星検車区に1231F・1232F・1240F・1242F・1243F・1247F・1248F・1255F - 1257F・1259F - 1261F・1265F - 1269F、西大寺検車区に1233F - 1239F・1241F・1244F - 1246F・1249F - 1252F・1258F・1262F - 1264F・1270F - 1277Fが配置されていた。
2012年3月に1247F・1248Fが、2014年9月に1260Fが富吉検車区に転属している。2014年9月には前述の1260Fと交換する形で1261Fが高安検車区に転属した。
2012年3月には1277Fが後述の阪神線相互直通改造に伴って2012年3月に東花園検車区へ所属変更された。
2024年4月現在の配置検車区は以下の通り。
高安検車区
- 1253F - 1257F・1260F・1261F

明星検車区
- 1231F・1232F・1240F・1259F・1265F - 1269F

富吉検車区
- 1242F・1243F・1247F・1248F

西大寺検車区
- 1238F・1239F・1241F・1244F - 1246F・1249F - 1252F・1258F・1262F - 1264F・1270F

東花園検車区
- 1233F - 1237F・1271F - 1277F

#### 大阪線
- 1253系1253F・1255F - 1257F・1260F・1261F
- 1254系1254F

2両編成が主に大阪線系統を中心に2両編成単独および他形式併結の4両 - 10両編成で快速急行から普通まで幅広く運用される。

#### 名古屋線
- 1230系1231F・1232F
- 1233系1242F・1243F・1247F・1248F
- 1240系1240F
- 1259系1259F・1265F - 1269F

2両編成が名古屋線系統を中心に、ワンマン運転対応車両は志摩線でも運用される。急行・準急の増結車の他、2両編成単独で準急や普通でも運用されている。大阪線所属車の車両不足やダイヤ混乱の際は大阪線でも運用される。

#### 奈良・京都線
- 1233系1233F - 1239F・1241F・1244F - 1246F
- 1249系1249F - 1251F
- 1252系1252F・1258F・1262F - 1264F・1270F - 1277F

原則として他編成と連結して、主に奈良線、京都線、橿原線、天理線、阪神線（相互直通対応車）など広範囲にて運用される。
- 1021系1021F - 1025F
- 1026系1035F
- 1031系1031F - 1034F

4両編成は京都線系統では単独4両及び2両編成を連結した6両編成で運用され、奈良線では同系や他車併結の6両 - 10両編成で運用されている。1021系、1031系は生駒線の全列車にも使用されている。
- 1026系1026F - 1029F

6両編成は5800系および5820系、9820系と共通運用で、奈良線および阪神線相互直通列車を中心に運用されているが、基本的に京都線・橿原線・天理線も含めた運用をしているため京都線系統でも運用されている。

### アートライナー

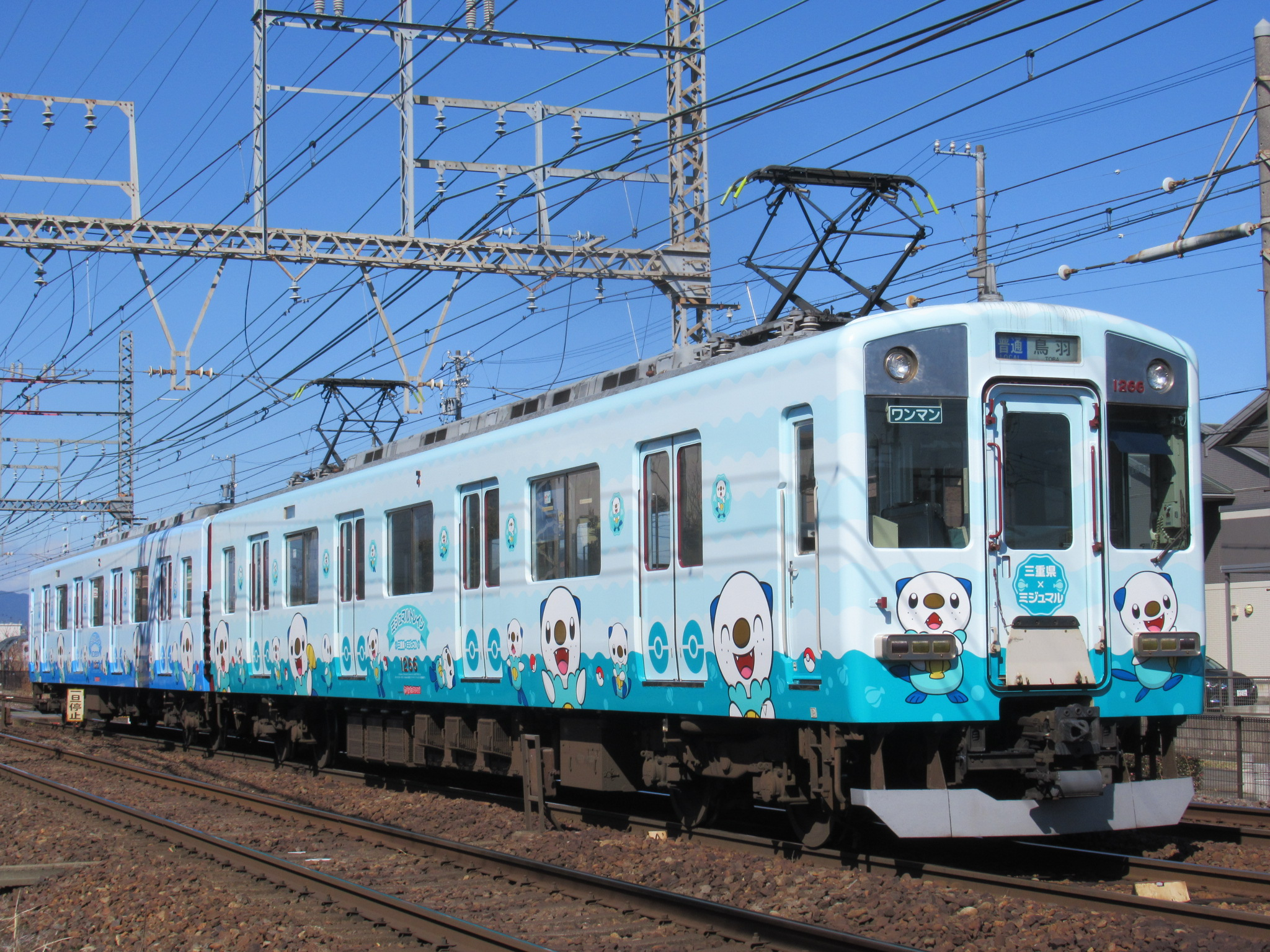
1266F 三重県×ミジュマル

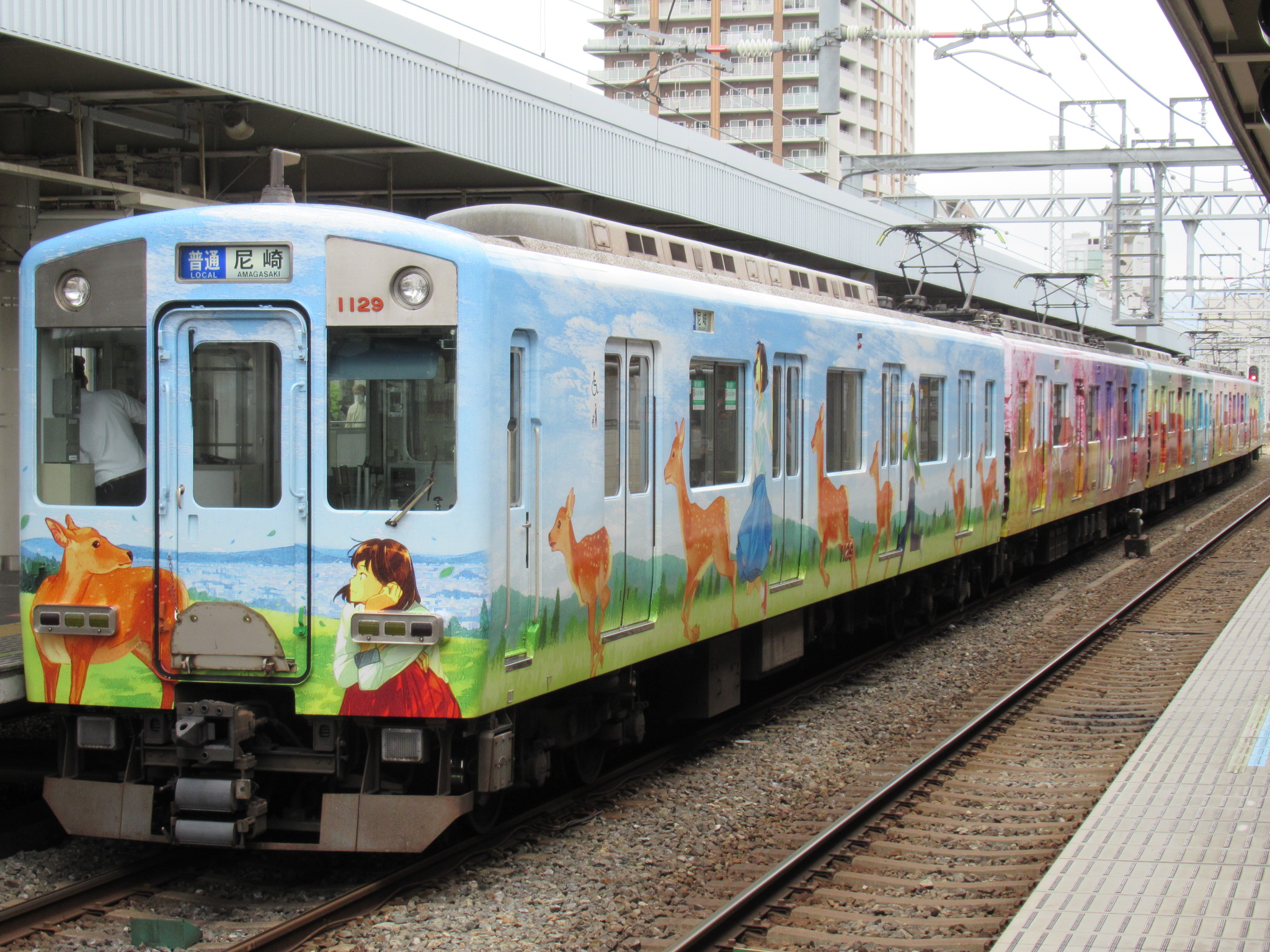
「ならしかトレイン」
2023年4月29日 尼崎駅

- 1231F：名泗コンサルタント（2009年4月 - 2014年12月）
- 1243F：海岸漂着物啓発ラッピング（2014年8月 - 2015年3月[27]）
- 1248F：着信御礼!ケータイ大喜利 全国ツアーIN四日市（2015年5月20日 - 2015年8月[28]）
  - 番組公式サイトの発表による運転区間は名古屋線・山田線・鳥羽線近鉄名古屋 - 鳥羽間とされていたが[29]、2015年6月4日から翌5日にかけて大阪線快速急行・急行・普通列車として大阪上本町まで入線している[30]。
- 1266F：三重県×ミジュマル（2022年1月17日[31] - 2024年7月18日[32]）
- 1267F：とばしまメモリー なみの章（2023年2月6日〜当面の間）
- 1268F：とばしまメモリー うみの章（2023年2月15日〜当面の間）
- 1026F：「第27回全国都市緑化ならフェアPR列車」（2010年9月 - 2010年11月）
- 1028F：「Dialogue train」(2024年10月18日～)
- 1027F・1029F：「ならしかトレイン[33][34]」（1027F：2022年12月5日〜、1029F：2023年4月3日〜当面の間）

### 事故
大阪線所属の1257Fは、2009年2月27日に大阪線東青山駅構内で発生した脱線衝突事故の影響で、車体や走行機器などが損傷した。原因は保線基地側線への分岐器に設置された横取装置の外し忘れによる乗り上げであり、特に電柱に激突したモ1257形の車体や台車、VVVFインバータ装置などが大きく破損した。修繕のために五位堂検修車庫にて長期休車になっていたが、2010年10月20日に営業運転に復帰している。